# Livistona endauensis
Livistona endauensis là loài thực vật có hoa thuộc họ Arecaceae. Loài này được J.Dransf. & K.M.Wong mô tả khoa học đầu tiên năm 1987.